# هجوم جنوب أوكرانيا
هجوم جنوب أوكرانيا هو هجوم عسكري مستمر بين القوات المسلحة الروسية والقوات المسلحة الأوكرانية بدأ في 24 فبراير 2022 كجزء من الغزو الروسي لأوكرانيا.

## خلفية
في أعقاب الثورة الأوكرانية 2014، ضمت روسيا شبه جزيرة القرم من أوكرانيا. تحت حكم الأمر الواقع، سيطرت القوات الروسية على شبه جزيرة القرم على مدى السنوات الثمان التالية. زاد الوجود العسكري الروسي في شبه الجزيرة خلال الأزمة الروسية الأوكرانية 2021-22 بأكثر من 10,000 جندي إضافي.

## الهجوم

### 24 فبراير
بعد وقت قصير من إعلان الرئيس الروسي فلاديمير بوتين عن عملية عسكرية في أوكرانيا، بدأ سلاح الجو الروسي في إطلاق صواريخ كروز وصواريخ باليستية على أهداف داخل عدة مدن في خيرسون أوبلاست. وبدعم جوي، عبرت القوات المسلحة الروسية بعد ذلك إلى خيرسون عبر مناطق شبه جزيرة القرم التي ضمتها روسيا سابقًا في عام 2014.
ضربت البحرية الروسية حصارًا بحريًا في البحر الأسود لمنع أوكرانيا من تقديم الدعم للوحدات الموجودة بالقرب من خيرسون أوبلاست، فضلاً عن تقييد التجارة وتدفق البضائع إلى جنوب أوكرانيا. بحلول الساعة 3:30 صباحا بالتوقيت المحلي، أغلقت أوكرانيا جميع الشحن التجاري في بحر آزوف، تاركة أكثر من 100 سفينة عالقة في الموانئ.
بحلول المساء، وصل الروس إلى مدينة خيرسون وأشتبكوا مع الأوكرانيين في معركة خيرسون. حاول الروس عبور نهر دنيبر فوق جسر أنتونوفسكي. على الرغم من العبور الأولي من قبل الجيش الروسي، تمكنت القوات الميكانيكية الأوكرانية من استعادة الجسر.

### 25 فبراير
بحلول صباح يوم 25 فبراير، طوقت القوات الروسية مدينة نوفا كاخوفكا. كما تم فتح قناة شمال القرم، مما أدى بشكل فعال إلى إلغاء الحظر المائي الطويل الأمد المفروض على روسيا بعد ضم شبه الجزيرة. بدأ القتال في الامتداد إلى زابوروجييه أوبلاست حيث تحركت القوات الروسية عبر جنوب شرق خيرسون أوبلاست باتجاه ميليتوبول، والتي استسلمت لاحقًا للقوات الروسية المتقدمة بعد مناوشة صغيرة.
في وقت لاحق من اليوم، استولت القوات الروسية بالكامل على جسر أنتونوفسكي.

### 26 فبراير
في 26 فبراير، وفقًا لرئيس بلدية خيرسون إيغور كوليخاييف، أجبرت غارة جوية أوكرانية الروس على الانسحاب من خيرسون، تاركين المدينة تحت السيطرة الأوكرانية.
خلال ساعات بعد ظهر يوم 26 فبراير، تمكنت 12 دبابة من الاختراق في كاخوفكا على نهر دنيبر وبدأت في التوجه نحو ميكولايف. صرح عمدة ميكولايف، فيتالي كيم، أن المدينة أمامها 5 ساعات للاستعداد. كما تم تجهيز المدفعية والأسلحة الأخرى، مع تجهيز دفاع شامل.
بحلول الساعة 18:30 تقريبًا، كانت الدبابات في ضواحي ميكولايف وأمر رئيس البلدية المواطنين بالبقاء في منازلهم، بعيدًا عن النوافذ قدر الإمكان. بعد فترة وجيزة، دخلت القوات المدينة واندلعت المعركة. وبحسب بعض التقارير، فإن الدبابات «مرت عبر المدينة». كما شوهدت حرائق كبيرة تنتشر في المدينة.
تقدمت القوات الروسية من ميليتوبول نحو ماريوبول، حيث كانت هناك معركة مستمرة، واستولت على مطار بيرديانسك وحاصرت مدينة بيرديانسك. كما بدأت القوات الروسية في التقدم في محطة زابوروجييه للطاقة النووية.

### 27 فبراير
أعلن المتحدث باسم وزارة الدفاع الروسية إيغور كوناشينكوف أن مدينة هنيتشيسك ومطار خيرسون الدولي استسلما للقوات الروسية في الصباح. في وقت لاحق، طوقت القوات الروسية واستولت على جزء من خيرسون وتمكنت في النهاية من دخول بيرديانسك.
في وقت لاحق من يوم 27 فبراير، زُعم أن مجموعة من المقاتلين الأوكرانيين استولت على دبابة روسية بالقرب من كاخوفكا. صرح أوليكسي أريستوفيتش، مستشار رئيس أوكرانيا، أن القوات الروسية استولت على بيرديانسك. كما ذكرت مصادر دفاعية أوكرانية أن القوات الروسية استولت على أجزاء من خيرسون.

### 28 فبراير
أعلنت وزارة الدفاع الروسية في 28 فبراير أن القوات الروسية استولت على بيرديانسك وإنرهودار، بالإضافة إلى محيط محطة زابوريزهزهيا للطاقة النووية. لكن أوكرانيا نفت أنها فقدت السيطرة على المحطة. نفى ديمتري أورلوف، عمدة إنرهودار، الاستيلاء على المدينة والمحطة.
اتهمت الحكومة الأوكرانية القوات الروسية بمحاولة استخدام المدنيين المتجمعين بالقرب من خيرسون كدروع بشرية لعبور الجسر إلى خيرسون، بعد خداعهم للاعتقاد بأنهم كانوا هناك في مهمة إنسانية.

### 1 مارس
في الصباح الباكر، بدأت القوات الروسية بدأت في مهاجمة خيرسون وتقدمت من مطار خيرسون الدولي إلى الطريق السريع بين خيرسون وميكولايف. لاحقًا حاصرت القوات المدينة وتمكنت من الوصول إلى الطريق السريع، وتقدمت إلى قرية كوميشاني قبل إقامة نقطة تفتيش. في وقت لاحق من نفس اليوم، دخلت القوات الروسية مدينة خيرسون.
أعلن عمدة ميليتوبول، إيفان فيدوروف، أن القوات الروسية احتلت المدينة. كما أكد مسؤول بوزارة الدفاع الأمريكية أن القوات الروسية استولت على المدينة.
كما قصفت القوات الروسية باشتانكا وميكولايف. صرح المسؤولون الأوكرانيون في وقت لاحق أن قافلة روسية كبيرة تعرضت للهجوم والهزيمة من قبل القوات الأوكرانية خلال الليل بالقرب من باشتانكا، مما أجبر الروس على التراجع نحو مدينة نوفي بوه المجاورة. وزعموا أن الهجوم دمر «عشرات العربات المدرعة [الروسية]». وذُكر أنه خلال العملية دمرت مروحية أوكرانية لكن طياريها نجوا.

### 2 مارس
في الصباح الباكر من يوم 2 مارس، استولت القوات الروسية على أجزاء من خيرسون، بما في ذلك الميدان المركزي بالمدينة. في وقت لاحق من ذلك المساء، أعلن كوليخاييف أنه سلم المدينة للقوات الروسية، وأن القائد الروسي يخطط لإنشاء إدارة عسكرية في المدينة.

### 3 مارس
في الصباح الباكر من يوم 3 مارس، أعلن كوليخاييف أن المدينة قد سقطت في أيدي القوات الروسية. كانت المقاومة الشديدة لا تزال مستعرة في شمال خيرسون، وكذلك في مدينة ماريوبول. ويزعم مسؤولو ماريوبول أن مئات المدنيين قتلوا بحلول 3 مارس. في غضون ذلك، ذكر أورلوف أن رتلًا روسيًا كبيرًا قد دخل إنيرهودار.
في وقت لاحق، حاولت القوات الروسية السيطرة على محطة الطاقة النووية زابوريزهزهيا. تسبب القتال في اندلاع حريق في مبنى إداري وإحدى وحدات محطة الكهرباء الست. نقلت التقارير الأولية أن مستويات الإشعاع ظلت طبيعية خلال هذه الفترة ولم يتسبب الحريق في إتلاف المعدات الأساسية. ولميتمكن رجال الإطفاء من الوصول إلى النار بسبب القتال.

### 4 مارس
في 4 مارس، صرح مسؤولون محليون أن القوات الروسية استولت على بعض ضواحي ميكولايف. استعادت القوات الأوكرانية مطار ميكولايف الدولي، الذي احتلته القوات الروسية في وقت سابق.
في الصباح، بعد التأكد من عدم وجود تغييرات في مستويات الإشعاع، استولت القوات الروسية على إنيرهودار ومحطة زابوريزهزهيا للطاقة النووية.

### 7 مارس
في 7 مارس، صرحت الإدارة العسكرية الإقليمية الأوكرانية لزابوريزهجيا أوبلاست أن القوات الروسية استولت حتى الآن على مدن بيرديانسك وإنيرهودار وميليتوبول وفاسيليفكا وتوكماك وبولوهي في هذه الأوبلاست.

### 9 مارس
في 9 مارس، دخلت القوات الروسية بلدة سكادوفسك. وفقًا لسكان محليين، دخلوا الساعة 08:45 وتمركزوا في الساحة المركزية قبل أن يطردهم المتظاهرون. ثم استولوا على مبنى للشرطة الوطنية لأوكرانيا بالإضافة إلى مبنى مجلس المدينة. صرح رئيس البلدية أولكسندر ياكوفليف أنهم أخذوا أجهزة الكمبيوتر من مبنى مجلس المدينة وأمروا بعدم عقد أي تجمعات سياسية.

### 10 مارس
ذكرت هيئة الأركان العامة الأوكرانية أن روسيا نشرت كتيبة من لواء المشاة البحري رقم 336 لأسطول البلطيق باتجاه ميكولايف. شمال غرب ميكولايف، اشتبكت القوات الروسية والأوكرانية في فوزنيسنسك.
أصاب قصف عنيف خلال المساء ميكولايف، مما تسبب في عدة حرائق، وأفاد فيتالي كيم عن «أعمال عدائية نشطة بالقرب من جوريفكا» شمال المدينة.

### 11 مارس
ذكر كيم أن القوات الأوكرانية دفعت القوات الروسية إلى الشرق بمقدار 15 كيلومترًا (9.3 ميل) إلى 20 كيلومترًا (12 ميلًا) كما أنها حاصرت بعض الوحدات التي كانت تتفاوض من أجل الاستسلام.

### 12 مارس
ذكرت القوات الأوكرانية أنها دمرت طائرتي هليكوبتر روسيتين في منطقة سكادوفسك خلال النهار ونجا أحد الطيارين. ونُشر مقطع فيديو لاحقًا على مواقع التواصل الاجتماعي يظهر إحدى المروحيات المدمرة. صرح ياكوفليف لاحقًا أن سكادوفسك قد «تحررت» من القوات الروسية التي غادرت المدينة في 10 مارس، إلى الضواحي.

### 13 مارس
اعتقل الجنود الروس عمدة دنيبرورودين، يفين ماتفيف، وفقًا لستاروخ. بدأت القوات الروسية أيضًا في فرض سلطتها في منطقة خيرسون، وفرضت قيودًا على نوفا كاخوفكا وكاخوفكا وتافريا.